# Frank Sargeson

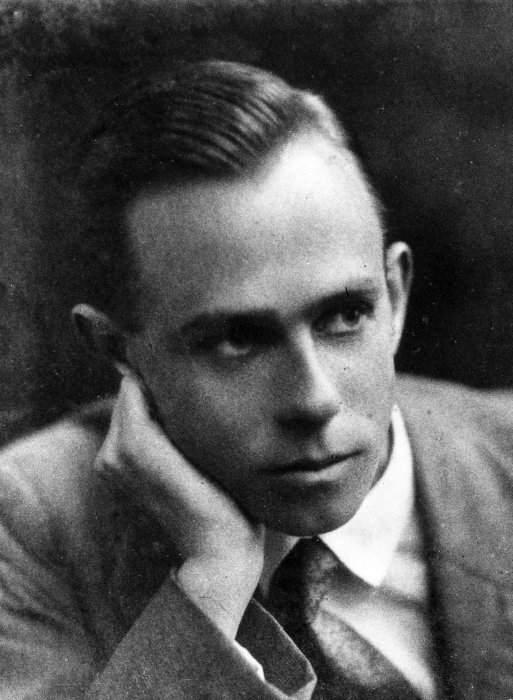
Frank Sargeson, 1927

Frank Sargeson (* 23. März 1903 als Norris Frank Davey in Hamilton, Neuseeland; † 1. März 1982 in Auckland) war ein neuseeländischer Schriftsteller.

## Leben
Norris Frank Davey wurde am 23. März 1903 als zweites von vier Kindern der Eheleute Edwin John Davey und Rachel Sargeson in Hamilton geboren. Daveys Vater war zuerst selbstständig, arbeitete aber später als Stadtbediensteter in Hamilton. Seine Eltern gehörten den Methodisten an. Sein Vater galt als puritanisch und mäkelig.
Davey besuchte in Hamilton zuerst die West School und von 1917 bis 1920 die Hamilton High School. Er soll in jener Zeit ein ausgezeichneter Cricket- und Hockey-Spieler gewesen sein und gut in Englisch und Geschichte. Ab 1921 arbeitete er in einer Anwaltskanzlei und studierte nebenbei Rechtswissenschaft. Ostern 1921 besuchte er seinen Onkel Oakley Sargeson auf seiner Schafsfarm in Okahukura und bekam durch ihn in den folgenden Jahren bis zu seines Onkels Tod im Jahr 1948 spirituelle Anregungen, Orientierung in Glaubensfragen und in sozialen Dingen.
Mitte 1925 zog er nach Auckland, begann ein Studium mit dem, Ziel Anwalt werden zu wollen, und schloss dies 1926 ab. Danach arbeitete er für ein Jahr als Anwalt und entschloss sich im Februar 1927 nach England zu gehen. Es folgten Reisen nach Frankreich, in die Schweiz und nach Italien. In England gab er sich ausgiebig seinen Interessen in Kunst, Musik und Theater hin, beschäftigte sich mit Religion, Philosophie und der Wissenschaft und hatte seine ersten sexuellen Erfahrungen mit Homosexualität. In England schrieb er seine erste Novelle Journal of a suicide, die er aber nicht veröffentlichte.
Im März 1928 kehrte Davey zurück nach Neuseeland und fand eine Beschäftigung beim Public Trust Office in Wellington. Während der folgenden 15 Monate arbeitete er tagsüber und schrieb am Abend und an den Wochenenden. Seine sexuellen Kontakte zu Homosexuellen brachtem ihm dann im Oktober 1929 eine zweijährige Bewährungsstrafe unter der Auflage ein, dass er zu seinem Onkel nach Okahukura ziehen und dort leben würde. Während dieser Zeit war er weiter schriftstellerisch tätig, veröffentlichte 1930 im New Zealand Herald und ein Jahr später die Novelle Blind alleys in London.
Im Mai 1931 zog Davey in ein Wochenendhaus der Familie nach Takapuna, ein  Stadtteil von Auckland, lebte und schrieb dort bis zu seinem Tod im März 1982. Harry Doyle, sein Lebenspartner und Freund fürs Leben, lebte schwer erkrankt von 1967 bis zu seinem Tod im Jahr 1971 mit ihm und wurde von ihm gepflegt.
Obwohl er 1933 auch schon im Australian Woman’s Mirror und vereinzelt in Aucklands Zeitungen etwas veröffentlicht hatte, bezeichnete er die Kurzgeschichte Conversation with my uncle, die er im Juli 1935 im Tomorrow veröffentlichen konnte, als seinen ersten wirklichen Anfang. Bis 1940 hatte er rund 40 Kurzgeschichten veröffentlicht und mit seiner Kurzgeschichte The Making of a New Zealander gewann er 1940 seinen ersten literarischen Wettbewerb. Ab dieser Zeit publizierte er in Sydney, London und den Vereinigten Staaten.
Zu Beginn des Zweiten Weltkriegs lernte Sargeson den deutsch-jüdischen Exildichter Karl Wolfskehl und dessen Begleiterin Margot Ruben in Auckland kennen. Sargeson half dem erblindeten Wolfskehl bei Behördengängen und las ihm englische Literatur vor, die sie diskutierten. Zwischen den beiden entwickelte sich eine produktive Freundschaft, die jedoch auf einer unglücklichen Note endete. Wolfskehl, der sich auch im Exil als literarischen Statthalter Stefan Georges und als Mitglied des Geheimen Deutschland verstand, versuchte Sargeson zu bewegen, die literarischen Traditionen Europas verstärkt zu rezipieren und in seine Werke einzubeziehen. Sargeson, der gerade am Anfang seines spezifisch neuseeländischen und post-kolonialen Schreibens stand, fühlte sich durch Wolfskehl, den er geradezu als Verkörperung des alten Europas empfand, missverstanden und bedrängt und brach die Beziehung ab. Nach Wolfskehls Tod bereute Sargeson die harte Entscheidung und würdigte Wolfskehl in einem Rundfunkessay.  Auch zu anderen deutschsprachigen Autoren wie Werner Otto Droescher und Peter Dane hatte Sargeson Kontakt.

## Leben als Frank Sargeson
1946 ließ sich Davey das Anwesen in Takapuna von seinem Vater überschreiben und änderte zeitgleich offiziell seinen Namen in Frank Sargeson. Seine Namensänderung war zum Teil seiner Ablehnung des Bürgerlichen in seiner Familie geschuldet und die Verwendung des Nachnamens seines Onkels als Anerkennung an ihn für die Zeit, die er mit ihm hatte. Auch wollte sich Sargeson damit der Kriminalisierung seiner Person im Jahr 1929 und damit verbunden der seines Namens entledigen. Er baute ein neues Haus und schrieb an einer neuen Novelle mit dem Titel I Saw in My Dream, die er zuerst in Neuseeland nicht veröffentlichen konnte. Sie erschien 1949 in England und erst 1974 in Neuseeland.
In den 1950er Jahren förderte Sargeson eine Reihe von jungen Autoren, von denen er einige in seinem Haus in Takapuna aufnahm und war ihnen Freund und Mentor. Zu diesen zählten Janet Frame, Maurice Duggan, Peter Dawson, Greville Texidor und Renate Prince. Janet Frame, die in ihrem späteren Leben für einen Literatur-Nobelpreis nominiert wurde, wurde durch eine kurzfristige entschlossene Intervention Sargesons aus einer psychiatrischen Behandlung entlassen, bei der eine Lobotomie geplant war, die unmittelbar bevorstand.
Ab 1980 litt Sargeson an Diabetes, hatte einen leichten Schlaganfall mit einer zunehmenden Demenz und erkrankte zusätzlich an Krebs. Er verstarb am 1. März 1982 im North Shore Hospital in Auckland. Sein letztes Buch, Conversation in a train, würde ein Jahr später veröffentlicht.
Frank Sargeson zählt in Neuseeland neben Katherine Mansfield zu den wichtigsten Schriftstellern im Bereich Kurzgeschichten und Erzählungen.

## Frank Sargeson Trust
Sargesons Erbin und enge Vertraute, Christine Cole Catley, gründete nach Frank Sargesons Tod im Jahr 1983 einen Förderverein für neuseeländische Nachwuchsautoren, den Frank Sargeson Trust. 1987 wurde das erste Stipendium des Trusts an die Autorin Janet Frame vergeben.
Seit 2014 wird die mit dem Stipendium verbundene Auszeichnung zusammen mit der Firma Grimshaw & Co als Grimshaw Sargeson Fellowship vergeben.

## Werke
- 1930 In France, along the road, veröffentlicht im Mai 1930 im New Zealand Herald
- 1931 Blind alleys
- 1935 Conversation with my uncle, im Tomorrow
- 1936 Conversation with My Uncle, and Other Sketches
- 1940 A Man and His Wife
- 1940 The Making of a New Zealander
- 1943 That Summer, Penguin

- 1946 That Summer, and other stories
- 1949 I Saw in My Dream, Lehman, London
- 1964 Damals im Sommer, Gesammelte Erzählungen (Collected Stories), Biederstein Verlag, München, 1968
- 1965 Wrestling with the Angel und Memoirs of a Peon
- 1983 Conversation in a train

## Auszeichnungen
1973 erhielt Frank Sargeson den Ehrendoktor der University of Auckland.